# Alcazaba di Almería
L'Alcazaba di Almería è un complesso fortificato che si trova ad Almería, in Andalusia.
La parola alcazaba proviene dalla parola araba (القَصَبَة‎; al-qaṣabah) ed indica una fortificazione murata all'interno di una città cinta da mura.
Nel 955 Almería ricevette il titolo di medina ("città") dal califfo di Cordova Abd ar-Rahman III e si iniziò la costruzione della cittadella difensiva nella parte alta della città. La cittadella era la sede del governo locale ed era dotata non solo di mura e torri, ma anche di piazze, case e di una moschea. Il complesso fu ampliato sotto il califfo Almanzor e successivamente sotto Khayran as-Saqlabi, primo re della taifa di Almería, e aveva lo scopo di proteggere la città più grande della zona, Pechina.
La maggior parte degli oggetti recuperati nel sito archeologico dell'Alcazaba sono oggi conservati all'interno del Museo di Almería, ma alcuni si trovano nel Museo dell'Alhambra.

## Descrizione
La prima linea di mura è costituita da un ampio recinto che corrispondeva al primo accampamento militare musulmano ed era utilizzato come rifugio per la popolazione in caso di assedio, motivo per cui era dotato di grandi cisterne.
Il primo recinto è separato dal secondo dal cosiddetto Muro de la Vela ("Muro della Vela") fatto costruire dal re Carlo III e che prende il nome da una campana che avvisava la popolazione in caso di necessità. Nel secondo recinto si trovavano le residenze dei governatori e dei loro soldati e servitori e comprendeva anche la moschea, i bagni e le cisterne.
Dopo la Reconquista di Almería, i Re cattolici Isabella I di Castiglia e Ferdinando II d'Aragona fecero costruire un castello nel settore più elevato della città, più adatto a resistere alla nuova artiglieria.

## Cinema
L'Alcazaba è stata utilizzata come set per diversi film tra cui Conan il Barbaro, Indiana Jones e l'ultima crociata, Mai dire mai e il più recente Wonder Woman 1984, la cui casa di produzione ha donato 18.000 € per la preservazione dell'Alcazaba.
Anche alcune serie televisive sono state girate all'interno dell'Alcazaba come La regina di spade e la sesta stagione de Il Trono di Spade, in cui la fortezza è la capitale di Dorne, il regno di Casa Martell.